# Totem (film)
Totem è un film del 2017 diretto da Marcel Sarmiento. 
Film horror soprannaturale statunitense con protagonisti Kerris Dorsey, Ahna O'Reilly e James Tupper, scritto da Evan Dickson, da una storia di Dickson e Sarmiento.

## Trama
Quando il padre vedovo, James, chiede alla sua nuova fidanzata di trasferirsi a vivere con lui, le sue figlie Kellie e Abby hanno difficoltà ad adattarsi. Mentre le cose diventano sempre più tese, una serie di eventi inspiegabili porta Kellie a cercare un modo per usare un totem per controllare la presenza soprannaturale in casa.

## Produzione
Le riprese principali del film sono iniziate nel novembre del 2015, e si sono concluse nel dicembre del 2016.
Il film è stato girato con rapporto d'aspetto 2,35:1 ma è stato ritagliato a 1,78:1 per adattarsi agli standard di trasmissione per HBO/Cinemax.

## Distribuzione
In Italia il film è uscito direttamente in video grazie a una collaborazione fra Cinemax e la Blumhouse Productions. Negli Stati Uniti d'America è uscito il 31 ottobre 2017, distribuito da Cinemax.

## Accoglienza
Sull'aggregatore di recensioni Rotten Tomatoes ha ottenuto un punteggio del 16% con meno di 50 valutazioni.